# كريس تومسن
كريس تومسن (بالإنجليزية: Chris Thomsen)‏ هو لاعب كرة قدم أمريكية أمريكي، ولد في 1970 في فيرنون في الولايات المتحدة.